# Estadístic mostral
En estadística un  estadístic (mostral)  és una mesura quantitativa, derivada d'un conjunt de dades d'una mostra, amb l'objectiu d'estimar o contrastar característiques d'una població o model estadístic.
Més formalment un estadístic és una funció mesurable  T  que, donada una mostra estadística de valors {\displaystyle (x_{1},x_{2},...,x_{n})}, els assigna un nombre, {\displaystyle T(x_{1},x_{2},...,x_{n})}, que serveix per estimar determinat paràmetre de la distribució de la qual procedeix la mostra. Així, per exemple, la mitjana dels valors d'una mostra (mitjana mostral) serveix per estimar la mitjana de la població de la qual s'ha extret la mateixa, la variància mostral podria utilitzar-se per estimar la variància poblacional, etc. Això s'anomena com realitzar una estimació puntual.

## Exemples

### Mitjana mostral
Si es té una mostra estadística de valors {\displaystyle (x_{1},x_{2},...,x_{n})} per a una variable aleatòria  X  amb distribució de probabilitat  F  ( x ,  θ ) (on  θ  és un conjunt de paràmetres de la distribució) es defineix la mitjana mostral  n -èsima com:

{\displaystyle {\bar {X}}_{n}=T(x_{1},x_{2},...,x_{n})={\frac {1}{n}}\sum _{i=1}^{n}X_{i}={\frac {x_{1}+x_{2}+...+x_{n}}{n}}}

### Variància mostral
De forma anàloga a la Mitjana Mostral i utilitzant els mateixos elements que en aquesta, la definició de Variància és la següent:

{\displaystyle S_{n}^{2}=T((x_{1}-{\bar {X}}_{n})^{2},(x_{2}-{\bar {X}}_{n})^{2},...,(x_{n}-{\bar {X}}_{n})^{2})={\frac {1}{n-1}}\sum _{i=1}^{n}(X_{i}-{\bar {x_{n}}})^{2}={\overline {x_{num}^{2}}}-({\bar {X}})^{2}}

### Moments mostrals
Amb les mateixes notacions usades a la mitjana i variància mostral es defineix l'estadístic moment mostral no centrat com:

{\displaystyle m_{k}=M_{k}(x_{1},x_{2},...,x_{n})={\frac {1}{n}}\sum _{i=1}^{n}X_{i}^{k}}

Noteu que m1 és precisament la mitjana mostral. Anàlogament es defineix l'estadístic moment mostral centrat com:

{\displaystyle a_{k}=M_{k}^{c}(x_{1},x_{2},...,x_{n})={\frac {1}{n}}\sum _{i=1}^{n}(X_{i}-{\bar {X}}_{n})^{k}}

que guarda les següents relacions amb estadístiques prèviament definits:

{\displaystyle a_{1}=0\qquad a_{2}=m_{2}-m_{1}^{2}={\frac {n-1}{num}}S_{n}^{2}}

## Propietats

### Suficiència
El concepte d'estadístic suficient  va ser introduït per Fisher a 1922, i com originalment va indicar, un estadístic és suficient per als objectius de la inferència estadística si conté, en cert sentit tota la «informació»sobre la funció de distribució a partir de la qual s'ha generat la mostra.
Formalment si {\displaystyle X_{1},X_{2},...,X_{n}\;} és una mostra d'una variable aleatòria {\displaystyle X\;} la distribució de probabilitat pertany a una família de distribucions donades per un vector paramètric {\displaystyle {\mathcal {F}}=\{F_{\theta }|\theta \in \Theta \}}, llavors es diu que un cert estadístic {\displaystyle T=T(X_{1},X_{2},...,X_{n})\;} és  suficient  per θ o per a la família si i només si, la distribució condicionada de {\displaystyle X_{1},X_{2},...,X_{n}|T\;} no depèn de {\displaystyle \Theta \;}.

## Aplicacions

### Estimació puntual
L'estimació puntual consisteix a utilitzar el valor d'un estadístic, denominat  estimador , per calcular el valor d'un paràmetre desconegut d'una població. Per exemple, quan fem servir la mitjana mostral per estimar la mitjana d'una població, o la proporció d'una mostra per estimar el paràmetre d'una distribució binomial.
Una  estimació puntual  d'algun paràmetre d'una població és un sol valor obtingut a partir d'un estadístic.

### Contrast d'hipòtesis

#### Testt-Student
És un test que permet decidir si dues variables aleatòries normals (gaussiana) i amb la mateixa variància tenen mitjanes diferents. Donada la ubiqüitat de la distribució normal o gaussiana el test pot aplicar-se en nombrosos contextos, per comprovar si la modificació en les condicions d'un procés (humà o natural) essencialment aleatori produeixen una elevació o disminució de la mitjana poblacional. El test opera decidint si una diferència en la mitjana mostral entre dues mostres és estadísticament significativa, i llavors poder afirmar que les dues mostres corresponen a distribucions de probabilitat de mitjana poblacional diferent, o per contra afirmar que la diferència de mitjanes es pot deure a oscil·lacions estadístiques atzaroses.
L'eficàcia del test augmenta amb el nombre de dades del qual consten les dues mostres, en concret del nombre de graus de llibertat conjunt de les dues mostres, aquest nombre ve donat per {\displaystyle GL=N_{1}+N_{2}-2} (sent  N  i   la grandària mostral, és a dir, el nombre de dades en cada mostra  i ). La prova consisteix a examinar l'estadístic  t  obtingut a partir de les dues mostres com: 

{\displaystyle t={\frac {{\bar {X}}_{A}-{\bar {X}}_{B}}{s_{X_{A}-X_{B}}}}\qquad \ s_{X_{A}-X_{B}}:={\sqrt {{({N}_{1}-1)s_{1}^{2}+({N}_{2}-1)s_{2}^{2} \over {N}_{1}+{N}_{2}-2}\left({1 \over N_{1}}+{1 \over N_{2}}\right)}}}

I aquest valor es compara amb un valor de referència basat en el nombre de graus de llibertat i el nivell de significació. Aquest valor de referència s'obté a partir de la distribució  t  de Student.
En comparar les 2 mitjanes, sovint sempre se suposa que el nivell de significació α sigui menor que 0,05.

#### TestF-Snedecor
aquestes són de regressió
r = (25 (1404) - (183) (185))/√ (((25 (1395) - (18 〖3)〗^2 (25 (1427) - (185)^2))
r = 1.245/√ ((34.875-33.489) (35.675-34.225))
r = 1.245/√ ((1386) (1450))
r = 1245/1417.638882
r = 0,878220833